# Julia Riley
Julia M. Riley (apellido de soltera Hill) es una astrofísica británica.

## Historial personal y profesional
Riley es socia del Girton College, asociada con el Cavendish Astrophysics Group en la Universidad de Cambridge. Su principal campo de investigación es en el área de la radioastronomía. Riley da conferencias y supervisa física en el Natural Sciences Tripos en la Universidad de Cambridge. Es hija del geofísico marino británico Maurice Hill y nieta del fisiólogo ganador del Premio Nobel Archibald Vivian Hill.

## Fanaroff-Riley tipo I y II
En 1974, junto con Fanaroff, escribió un trabajo muy aclamado clasificando las radiogalaxias en dos tipos basándose en su morfología (forma). La clasificación de Fanaroff y Riley se dio a conocer como Fanaroff-Riley tipo I y II de radiogalaxias (FRI y FRII). En las fuentes de FRI, la mayor parte de la emisión de radio proviene de cerca del centro de la fuente, mientras que en las fuentes de FRII, la mayor parte de la emisión proviene de puntos calientes alejados del centro (véase galaxias activas).